# Arbana Xharra
Arbana Xharra (29 ottobre 1981) è una giornalista kosovara che ha vinto numerosi premi per i suoi reportage investigativi, tra cui l’International Women of Courage Award 2015 del Dipartimento di Stato americano.

## Biografia
Dal 2000 al 2004 ha frequentato la prima scuola di giornalismo kosovara. Faika Konica a Pristina, una scuola privata fondata dopo la guerra del Kosovo. Nel 2007, ha partecipato al programma della Facoltà di giornalismo del Missouri presso l'Università del Missouri. Nel 2009–2012 ha studiato presso l'Istituto di giornalismo e comunicazione in Kosovo.

## Carriera
Arbana Xharra ha iniziato a lavorare come giornalista nel 2001. Ha scritto il suo primo articolo serio sulle questioni legate alla trasformazione del Kosovo dopo la guerra. Per i primi dieci anni della sua carriera ha indagato sulla corruzione e sulla criminalità organizzata. Nel 2006-2007 ha lavorato per Koha Ditore, il primo giornale indipendente fondato in Kosovo. Ha collaborato anche con Balkan Insight. È poi diventata caporedattrice di Zeri, il secondo quotidiano più grande del Kosovo, dove ha lavorato fino a maggio 2017.

### Ricerche sulla corruzione
Nel 2012, Xharra è comparsa in tribunale in relazione alla preparazione di un rapporto sulla corruzione e sui legami tra uomini d'affari e politici locali. Il 2 aprile 2012 è stato pubblicato un articolo in cui la giornalista informava che il proprietario della società privata Pejtoni, Bejtush Zhugolli, e i suoi due fratelli Ilmi e Mehdi, avevano sostenuto finanziariamente la campagna elettorale del primo ministro Hashim Thaçi in cambio di offerte vantaggiose per gli imprenditori. Le società private dei fratelli Zhugolli hanno creato la Kosovo Energy Corporation (KEK), che ha vinto gare d'appalto del valore di 70 milioni di euro. A poco più di una settimana dalla pubblicazione dell'articolo, Bejtush Zhugolli ha citato in giudizio lei e il quotidiano Zeri per danno all'immagine della sua azienda e ha chiesto un risarcimento di 700 000 euro. Il caso è stato accettato e risolto rapidamente: Xharra è stata assolta e la corte ha stabilito che il codice etico della carta stampata non era stato violato.

### Ricerche sul radicalismo religioso

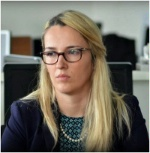
Arbana Xharra

Nello stesso anno ha iniziato a ricercare un nuovo fenomeno in Kosovo e nei Balcani occidentali: il radicalismo religioso. L'inchiesta ha esaminato l'aumento dell'attività religiosa dopo la caduta del socialismo nell'ex Jugoslavia e il suo impatto sulla società. Nello stesso anno ha completato il primo rapporto sull'argomento, esaminando il radicalismo religioso in Kosovo, Macedonia e Inghilterra. Xharra ha scoperto una rete di imam radicali e le loro fonti di finanziamento provenienti dai paesi del Medio Oriente e collegamenti con organizzazioni terroristiche.  Ha inoltre prodotto numerosi rapporti internazionali sulla corruzione e sul dialogo interreligioso. È stata definita islamofoba e ha ricevuto numerose minacce, che l'hanno costretta a cambiare più volte la scuola dei suoi figli. La pressione è aumentata dopo la pubblicazione su Zeri di un articolo sugli investimenti di Recep Erdoğan in Kosovo e Macedonia.

### Vicinanza politica
Dopo quasi due decenni di giornalismo, il 9 maggio 2017 è entrata a far parte del Partito Democratico del Kosovo, il più grande partito politico del Kosovo. Il 13 maggio 2017 è stata brutalmente aggredita dagli estremisti nel garage della sua casa a Pristina. In seguito all'aggressione, è stata ricoverata nel reparto di terapia intensiva dell'ospedale, dove ha trascorso diverse settimane.

## Premi e riconoscimenti
- Xharra è stata premiata tre volte dal Programma delle Nazioni Unite per lo sviluppo (UNDP) per i suoi articoli sulla corruzione in Kosovo nel 2006, 2007 e 2008.[4]
- Nel 2012 ha ricevuto una borsa di studio Balkan per l'eccellenza giornalistica, grazie alla quale ha condotto ricerche sul cambiamento dell'approccio all'Islam in Kosovo.[8].
- Nel 2013, ha ricevuto il Rexhai Surroi Award dal KOHA Group per un articolo sull'estremismo religioso e lo Stirring Up Debate Award dell'INPO Ferizaj (Progress Initiative) per aver avviato il dibattito pubblico sull'estremismo religioso.[2]
- Nel 2015, ha vinto l'International Women of Courage Award (IWOC).[1][7][9]